# Domino sucht die Liebe
Domino sucht die Liebe ist ein italienischer Erotikfilm aus dem Jahr 1988 unter der Regie von Ivana Massetti. Die Hauptrolle spielt Brigitte Nielsen.

## Handlung
Domino ist eine junge, attraktive Videokünstlerin, die in Rom lebt. Sie arbeitet an einem persönlichen Filmprojekt über die legendäre Jazzsängerin Billie Holiday. Nach der Trennung von ihrem Partner Gavros, einem zynischen, erfolgreichen Mann, fühlt sich Domino emotional ausgebrannt und innerlich leer. In ihrer Einsamkeit sucht sie nach einem tieferen Sinn in ihrem Leben und eine neue Art von Liebe, die über körperliches Begehren hinausgeht.
Eines Abends erhält sie einen anonymen, erotisch aufgeladenen Telefonanruf von einem geheimnisvollen Fremden. Der Anrufer scheint sie genau zu kennen und weckt in ihr eine bisher unterdrückte Sehnsucht nach sexueller Erfüllung und emotionaler Befreiung. Domino beginnt, ihre unterdrückten Fantasien in die Realität umzusetzen. Dabei filmt sie ihre erotischen Begegnungen mit Fremden, besucht Nachtclubs und taucht in eine Welt ein, in der Lust und Kontrolle verschwimmen.
Im Verlauf ihrer Reise trifft Domino verschiedene Männer, darunter einen sensiblen jungen Mann namens Eugene, den kraftvollen Boxer Paul und einen blinden Mann, der eine unerwartete emotionale Tiefe offenbart. Obwohl jeder von ihnen einen Teil ihrer Sehnsüchte anspricht, bleibt sie letztlich unbefriedigt. Domino erkennt, dass reine körperliche Erfahrungen sie nicht dauerhaft erfüllen können.
Zwischen den erotischen Episoden reflektiert sie über ihre Vergangenheit, ihre Beziehungen und ihr Verhältnis zur Liebe. Ihre Arbeit an dem Billie-Holiday-Film dient als Spiegel ihrer eigenen emotionalen Suche: wie die Sängerin kämpft auch Domino mit dem Verlangen nach authentischer Verbindung in einer oft kalten und oberflächlichen Welt.
Gegen Ende des Films verdichten sich Realität und Fantasie, Traum und Videoaufnahme zu einem kaleidoskopischen Mosaik. Domino begreift, dass wahre Liebe nicht allein in sexueller Ekstase liegt, sondern in der Fähigkeit zur Hingabe, Verletzlichkeit und Selbsterkenntnis. Der mysteriöse Anrufer entpuppt sich als eine Art Projektionsfläche für ihre innersten Wünsche – möglicherweise sogar als Teil ihres eigenen Unterbewusstseins.
Der Film endet offen: Domino hat keine endgültige Antwort gefunden, doch sie hat sich auf den Weg gemacht, ihre eigene Wahrheit zu suchen – jenseits gesellschaftlicher Zwänge und persönlicher Illusionen.

## Produktion
Der Film wurde von Giovanni Di Clemente und Bruno Ridolfi produziert. Das Drehbuch stammt von Gérard Brach und Ivana Massetti. Die Musik komponierten Alessandro Murzi und Massimo Terracini. Die Kamera führte Tonino Nardi, und der Schnitt lag in den Händen von Anna Rosa Napoli. Der Film wurde von Orion Pictures und Taurus Entertainment Company vertrieben.
Domino sucht die Liebe wurde 1988 veröffentlicht. Der Film wurde in Italien produziert und in italienischer sowie englischer Sprache gedreht.

## Rezeption
- Lexikon des internationalen Films: „Trotz aller Ambitionen ein peinlich flacher Film.“[4]